# Subaru 360

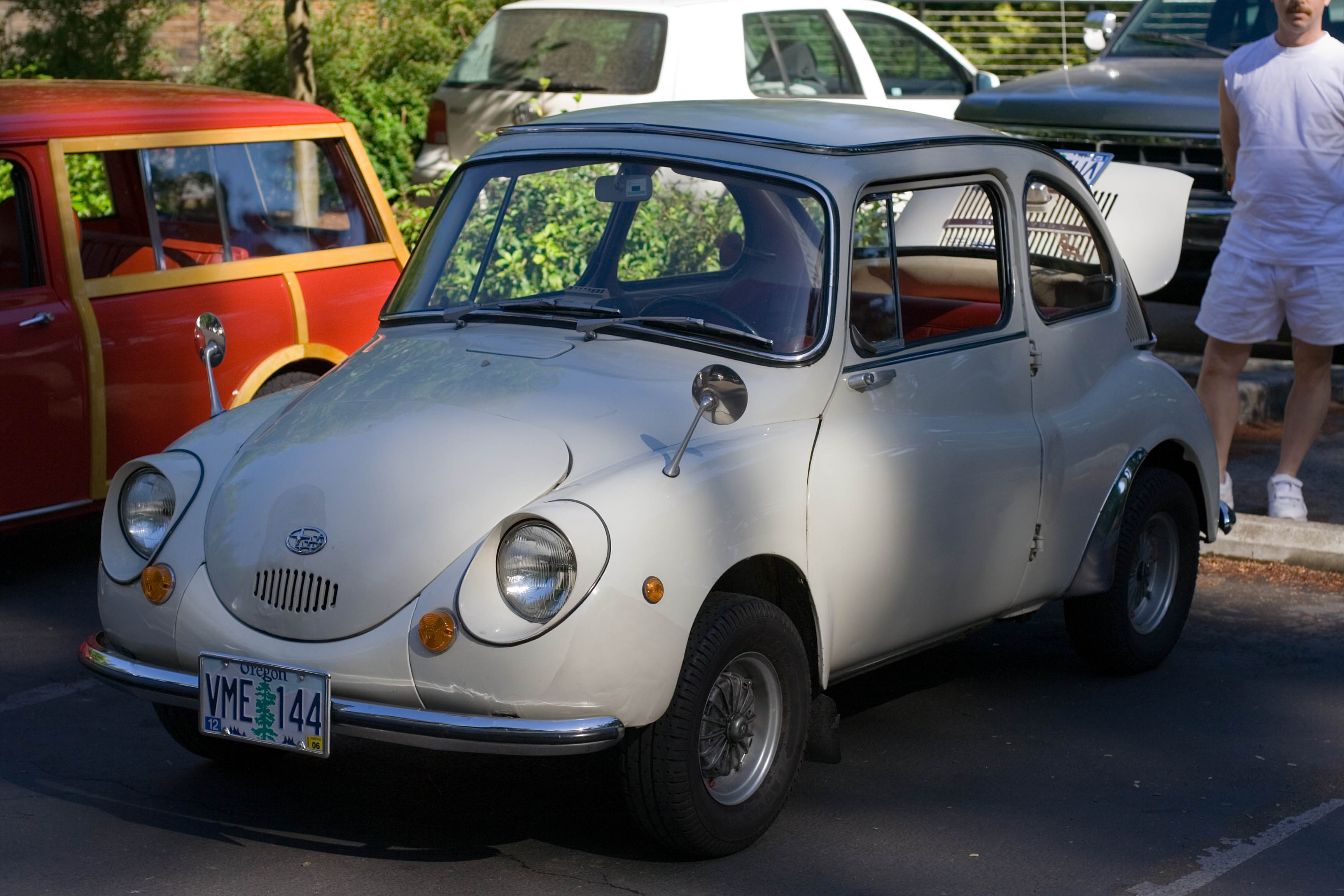
Subaru 360

Subaru 360 var en bilmodell från Subaru som tillverkades från 1958 till 1970. Den hade en fläktkyld tvåcylindrig motor på 356 cc (16 hk) som gav en toppfart på 100km/h.
Taket var gjort i glasfiber.
Modellen fanns i kabrioletversion och två sportversionet. Dessa hade dubbla förgasare och en motor på 36 hk.
Subaru 360 tillverkades till 1971 och ersattes av Subaru Rex.

## Fotogalleri

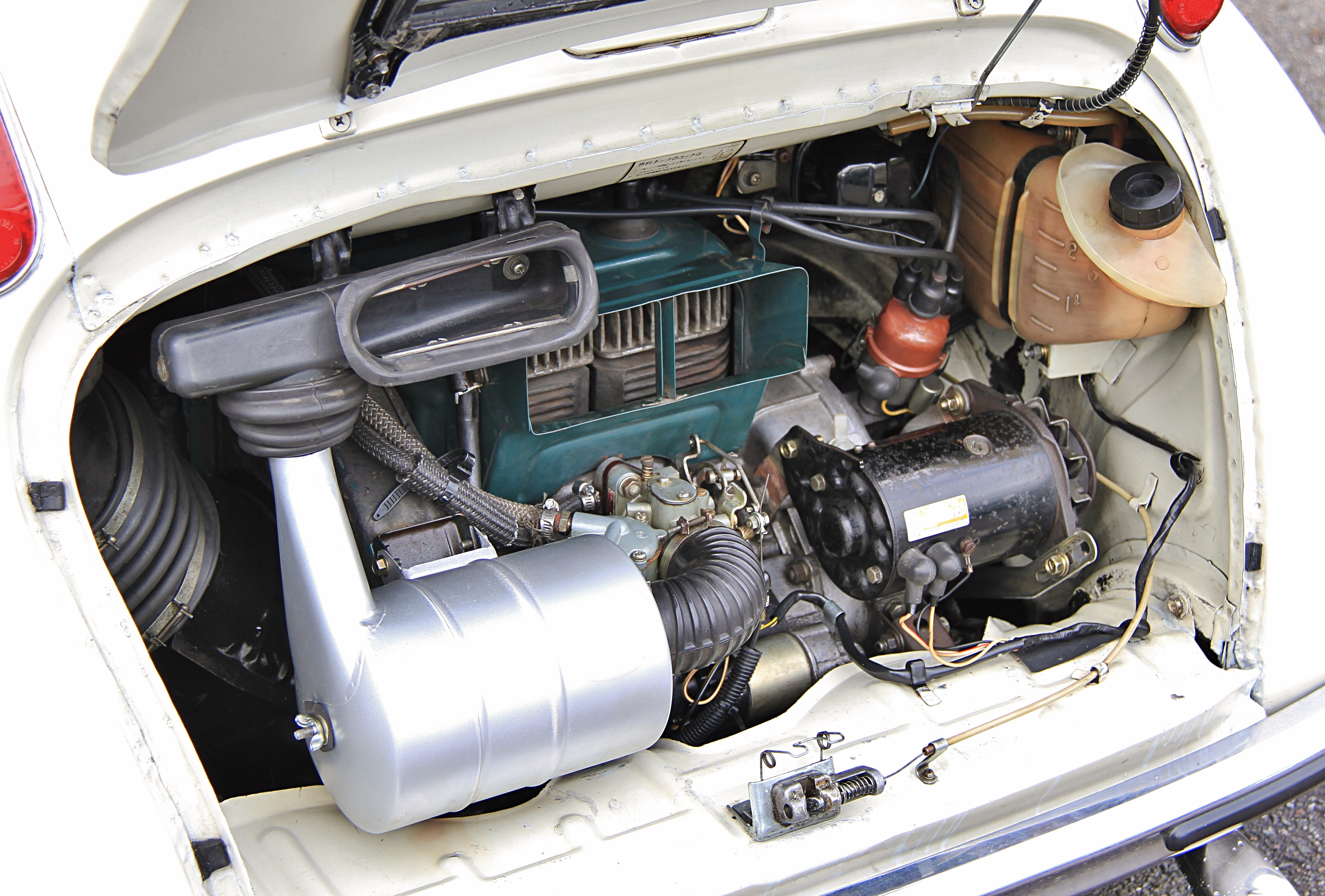
Motor
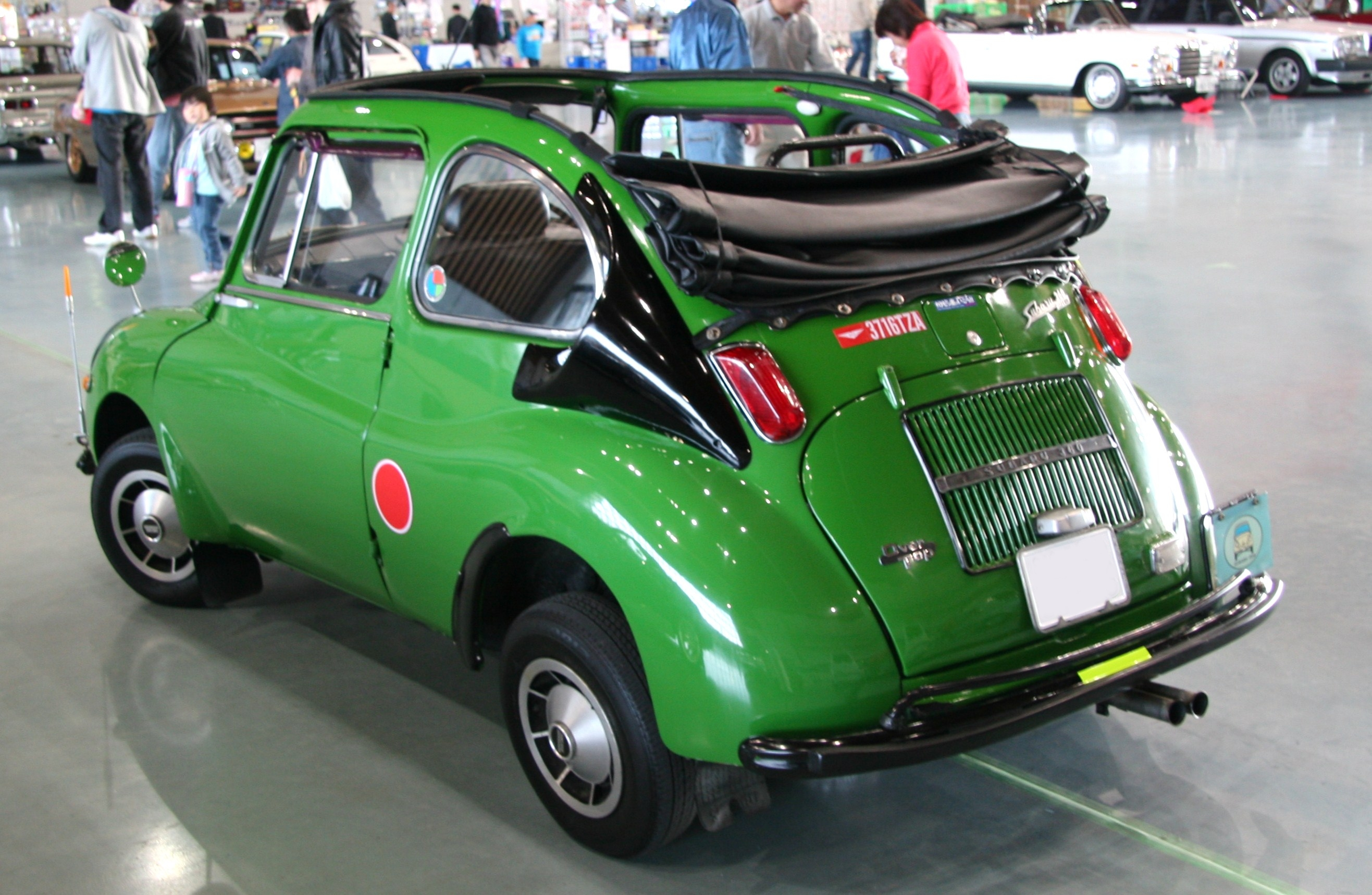
Kabriolet